# Michel de La Vigne
 (août 2019).
Si vous disposez d'ouvrages ou d'articles de référence ou si vous connaissez des sites web de qualité traitant du thème abordé ici, merci de compléter l'article en donnant les références utiles à sa vérifiabilité et en les liant à la section « Notes et références ».
Michel de La Vigne, né à Vernon en 1588 et mort le 14 juin 1648, est un médecin français.

## Biographie
Échevin de Vernon sous la Ligue, son père l'envoya à Paris chez un oncle qui était aumônier du Roi. Élève prodige, il professa la rhétorique avant même d'avoir fini ses études de médecine et fut obligé, pour obtenir son bonnet de docteur, d'attendre l'âge prescrit par les statuts de la Faculté.
Reçu médecin en 1614, il se fit une solide réputation dans le traitement des fièvres. Louis XIII l'appela près de lui et ne voulut plus d'autre médecin pendant sa dernière maladie. Élu doyen de la Faculté de médecine de Paris, Lavigne plaida pour elle contre les médecins étrangers et obtint en sa faveur un arrêt du Parlement en 1644.
Sa fille et poétesse Anne de La Vigne était très liée avec Catherine Descartes nièce de René Descartes. Son fils Claude de La Vigne, médecin lui aussi, était en revanche un homme médiocre. Michel de La Vigne a dit des deux : « Quand j'ai fait ma fille, je pensais faire un fils ; et quand j'ai fait mon fils, je pensais faire une fille ! »

## Publications
- Magistri Michaelis de La Vigne,... Orationes duæ... adversus Theophrastum Renaudot,... et omnes medicos extraneos, Lutetiae Parisiorum medicinam illicite factitantes, Paris, C. Morlot, 1644
- Diaeta Sanorum sive ars sanitatis. Paris, Gabriel Targa, 1671 Ce petit traité de santé fort rare fut publié à titre posthume par son fils. Une grande partie concerne la nourriture et la boisson. Le chapitre II, De cibo et potu, détaille les vertus des fruits, des légumes, des céréales, des herbes, des œufs, des viandes, du lait et du fromage, du miel et du sucre, du vin et autres boissons, de l'eau. Le reste traite du repos, du sommeil et de l'activité physique.